# 江藤夏雄
江藤 夏雄（えとう なつお、1903年（明治36年）7月9日 - 1968年（昭和43年）1月28日）は、日本の政治家、衆議院議員（3期）。初代司法卿であった江藤新平の孫。

## 経歴
東京生まれ。父は江藤新平の二男で衆議院議員の江藤新作。冬に生まれた兄が冬雄と名付けられたのと同じく、夏に生まれたので夏雄と名付けられた。第五高等学校、1928年京都帝国大学経済学部卒業後、南満洲鉄道職員、満洲国官吏、興亜院秘書官などを経て1946年3月、第22回衆議院議員総選挙に日本自由党所属として佐賀選挙区に出馬し初当選を果たす。その後、GHQによる公職追放の余波もあり2期にわたり出馬しなかったが、1952年10月、第25回衆議院議員総選挙に自由党から再出馬する。選挙は次点で敗れるが、当選した愛野時一郎の死去により繰り上げ当選を果たした。続く第26回衆議院議員総選挙でも自由党吉田派所属で当選を果たしたが、1955年の第27回衆議院議員総選挙で落選すると、翌年結成された自由民主党佐賀県連で佐賀市支部長を務めたものの、政界の一線を退いた。
議員としては、帝国議会時代に行われた第90回帝国議会衆議院帝国憲法改正小委員会に参加し、日本国憲法の誕生に関わった。また、第5次吉田内閣では防衛政務次官を務めている。
1968年1月28日死去、64歳。死没日をもって勲四等旭日小綬章追贈（勲六等からの昇叙）、従五位から正五位に叙される。

## 家族
三男は1969年2月11日の建国記念の日に、国会議事堂前にて自決した江藤小三郎。